# Kő-lik-völgyi 2. sz. üreg
A Kő-lik-völgyi 2. sz. üreg a Duna–Ipoly Nemzeti Parkban található Vértes hegységben, Csákváron lévő egyik barlang.

## Leírás
Csákvár külterületén, fokozottan védett területen, erdőben helyezkedik el a barlang. Csákvár központjától NY-ra, a Kő-lik-völgy elején, a völgy É-i oldalában, 227 m tszf. magasságban, jobbról balra emelkedő sziklakibúvás aljában van a barlang bejárata. A Kő-lik-völgyi 1. sz. üreg közvetlen közelében, Ny-ra (balra) 6 m-re van a Kő-lik-völgyi 2. sz. üreg bejárata. A Kő-lik-völgyi 2. sz. üreg hosszan elnyúló lapos bejárata 5 m széles, 0,8 m magas, természetes jellegű, íves alakú és lejtő tengelyirányú.
A barlang 2 m hosszú, 0,8 m függőleges kiterjedésű, 0,8 m magas, 0 m mély és 5 m vízszintes kiterjedésű. A barlangbejárat egy éppen csak barlang méretű, ugyancsak lapos járathoz csatlakozik. A triász dolomitkonglomerátumban lévő üreg kifagyásos kőzetaprózódás miatt jött létre. A barlangot a mennyezetéről leszakadt kőtömb két részre osztja. Mindkét rész képződménymentes, és továbbkutatás szempontjából jelentéktelen. Kitöltése avarból és kőzettörmelékből áll. Engedély és barlangjáró alapfelszerelés nélkül is megtekinthető.
1979-ben volt először Kő-lik-völgyi 2. sz. üregnek nevezve a barlang az irodalmában. Előfordul a barlang az irodalmában Kőlik-völgyi 2. sz. barlang (Kordos 1984) néven is. A Csákvár 17/a.sz. barlang név (Kordos 1979) is valószínűleg ennek a barlangnak a neve.

## Kutatástörténet
Az Alba Regia Barlangkutató Csoport által 1979-ben készített kézirat szerint a Kő-lik-völgyi 2. sz. üreg (K2) korábban nem lett az irodalomban említve. A barlang Csákvár szélén (Fejér megye, Bicskei járás) található. A Kő-lik-völgyi 2. sz. üreg bejárata a Kő-lik-völgyi 1. sz. üreg mellett balra, 6 m-re, kb. 1,5 m-rel magasabban, ugyanannak a sziklafalnak a tövében helyezkedik el. A jobbról balra emelkedő sziklafal aljában nyílik a Kő-lik-völgyi 2. sz. üreg elnyúlt, lapos, 5 m széles és 0,8 m magas bejárata. Megtudja mutatni Szolga Ferenc az üreget, amelynek bejárásához esetleg lámpa szükséges. Az Alba Regia Barlangkutató Csoport tagjai 1979. február 11-én bejárták, felmérték és lefényképezték a barlangot, illetve részletes gyűjtést végeztek benne. A helyi jelentőségű üreg magassága 0,8 m, vízszintes kiterjedése (szélességében) 5 m, és 2 m hosszig lehet belebújni.
A barlang egy lapos, száraz kuszoda, melynek rókalyukszerű vége van. Befoglaló kőzete a Kő-lik-völgyi 1. sz. üregével azonos dolomitkonglomerátum. Kitöltése némi agyagból, sok dolomitmorzsalékból és kődarabokból áll. Ugyanúgy jött létre mint a Kő-lik-völgyi 1. sz. üreg. Befelé még laposabbá válik és oldalról beszűkül. Úgy tűnik, hogy a végén egy rókalyukszerű omladékjáratban folytatódik, de az járhatatlanul szűk. A barlang mennyezetéből leszakadt, nagy lapos kőtömb két részre osztja a barlangot. Nincs az üregben képződmény. A kőtömb körül felásható vastagnak tűnő kitöltése. Csont- és csigamaradványok vannak felszínén. Ebből a csoport mintát gyűjtött, majd azt 1979. február 19-én átadta Kordos Lászlónak. (A minta száma 17/A.) Elszűkülő végén tüzelési nyomok (róka kifüstölése?) vannak. Minden bizonnyal borz vagy róka lakik benne, de pókok is előfordulnak a barlangban. Bejáratában kövi fodorka, füvek, mohák, bejárata felett pedig 3 kis cipruscserje nő. A Kő-lik-völgyi 3. sz. üreg a Kő-lik-völgyi 2. sz. üreghez és a Kő-lik-völgyi 1. sz. üreghez hasonlóan mállás miatt jött létre.
A kéziratba bekerült a barlang alaprajz térképe, hosszmetszet térképe és keresztszelvény térképe. A térképlapon van egy vázlatrajz, amely bemutatja a Kő-lik-völgyi 2. sz. üregnek a Kő-lik-völgyi 1. sz. üreghez viszonyított földrajzi elhelyezkedését (M = 1:200). A barlangtérképek 1:100 méretarányban ábrázolják a barlangot. Az alaprajz térkép és a vázlatrajz használatához a térképlapon jelölve van az É-i irány. Az alaprajz térképen megfigyelhető a keresztszelvény elhelyezkedése a barlangban. A térképek elkészítéséhez a barlangot Szolga Ferenc, Gönczöl Imréné, Zentai Ferenc és Widermann Tibor mérték fel 1979. február 11-én. A térképeket 1979. február 23-án rajzolta Szolga Ferenc.

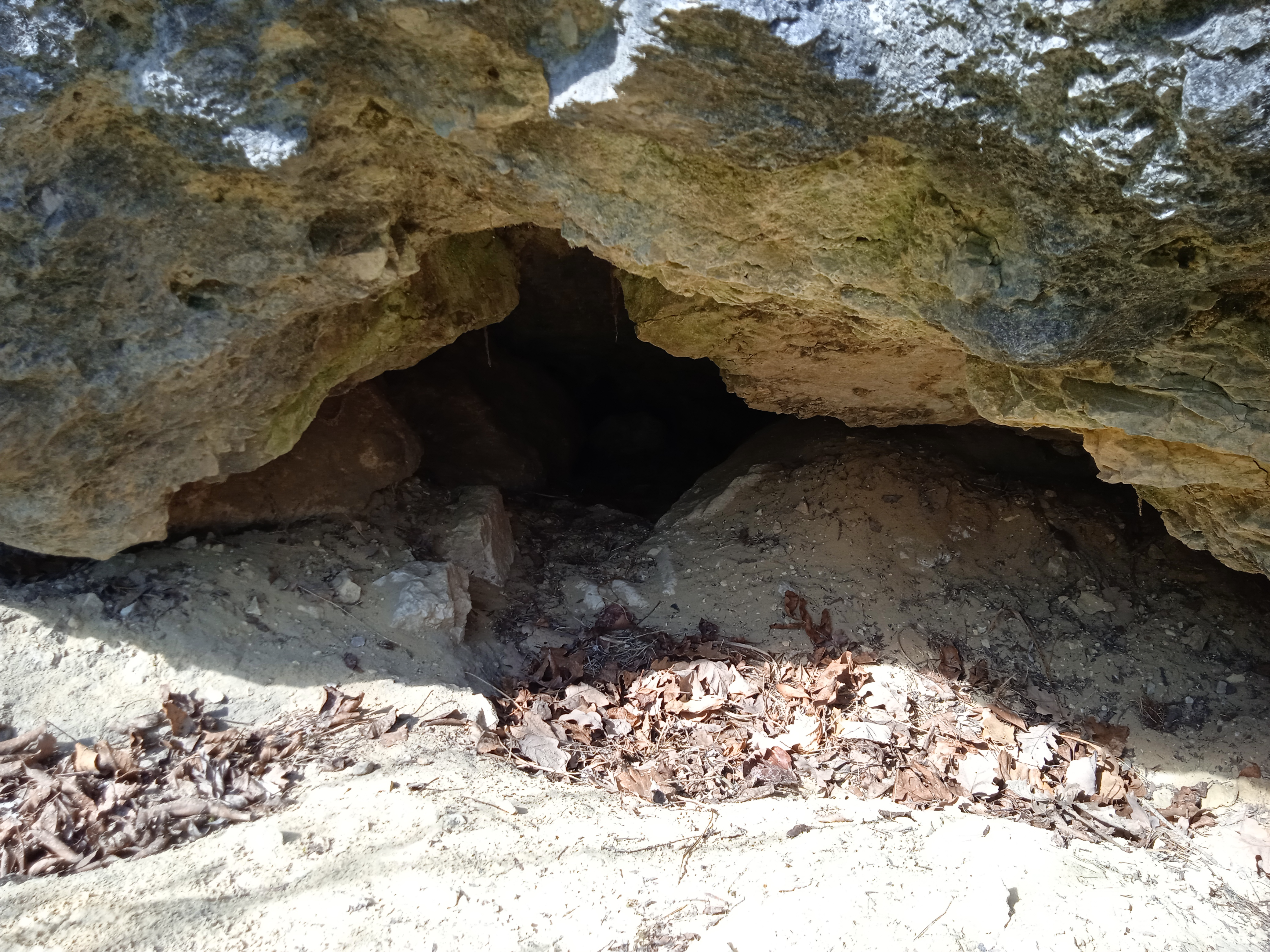
A Kő-lik-völgyi 2. sz. üreg bejárata

A kéziratban látható Csákvár nyugati részének térképe (kb. 1:25.000 méretarány). A térképen jelölve van az É-i irány. A térképen megfigyelhető a Kő-lik-völgyi 2. sz. üreg (a térképen: K2) földrajzi elhelyezkedése. A kéziratban van három olyan fénykép, amelyek szemléltetik a barlangot. Az első fényképen a Kő-lik-völgy látképe látható. A fénykép a csákvári temető Ny-i végén készült. A fényképen jelölve van a Kő-lik-völgyi 2. sz. üreg helye. A második fényképen a barlang balról fényképezett bejárata és bejárati része, a harmadik fényképen pedig a barlangbejárat feletti sziklarész (ahol ciprusféle nő) figyelhető meg. A fényképeket Zentai Ferenc készítette.
Az 1979. évi MKBT Beszámolóban napvilágot látott, Kordos László által írt összeállításban az olvasható, hogy a Csákvár 17/a.sz. barlangból 1979-ben az Alba Regia Barlangkutató Csoport gyűjtött Aves indet. (madár), Lepus europaeus (mezei nyúl) és Martes sp. (nyest vagy nyuszt) csontot (MÁFI Gy. sz.: 1979/12). A leletek a holocénből származnak.
Az 1984-ben kiadott, Magyarország barlangjai című könyv országos barlanglistájában szerepel a Vértes hegység barlangjai között a barlang Kőlik-völgyi 2. sz. barlang néven. A listához kapcsolódóan látható a Dunazug-hegység barlangjainak földrajzi elhelyezkedését bemutató 1:500 000-es méretarányú térképen a barlang földrajzi elhelyezkedése. A Béni Kornél és Viszló Levente által írt, 1996-ban napvilágot látott könyvben szó van arról, hogy a Csákváron lévő Kő-lik-völgyben 11 barlang van. A Kő-lik mellett, egymáshoz viszonylag közel sok további üreg helyezkedik el. Ezek az üregek dolomitkonglomerátumban és dolomitbreccsában jöttek létre. A Balogh-völgyi 1. sz. odú és a Balogh-völgyi 2. sz. odú minden tekintetben hasonló a Kő-lik-völgy barlangjaihoz. A Fáni-völgyben megfigyelhető sok barlang miatt a Fáni-völgy a Kő-lik-völgyhöz hasonló. Ugyanolyan dolomitbreccsa a felépítő kőzet is. A Fáni-völgyben lévő barlangok kialakulásának esetében is a fagyaprózódásos kimállás játszotta a főszerepet.

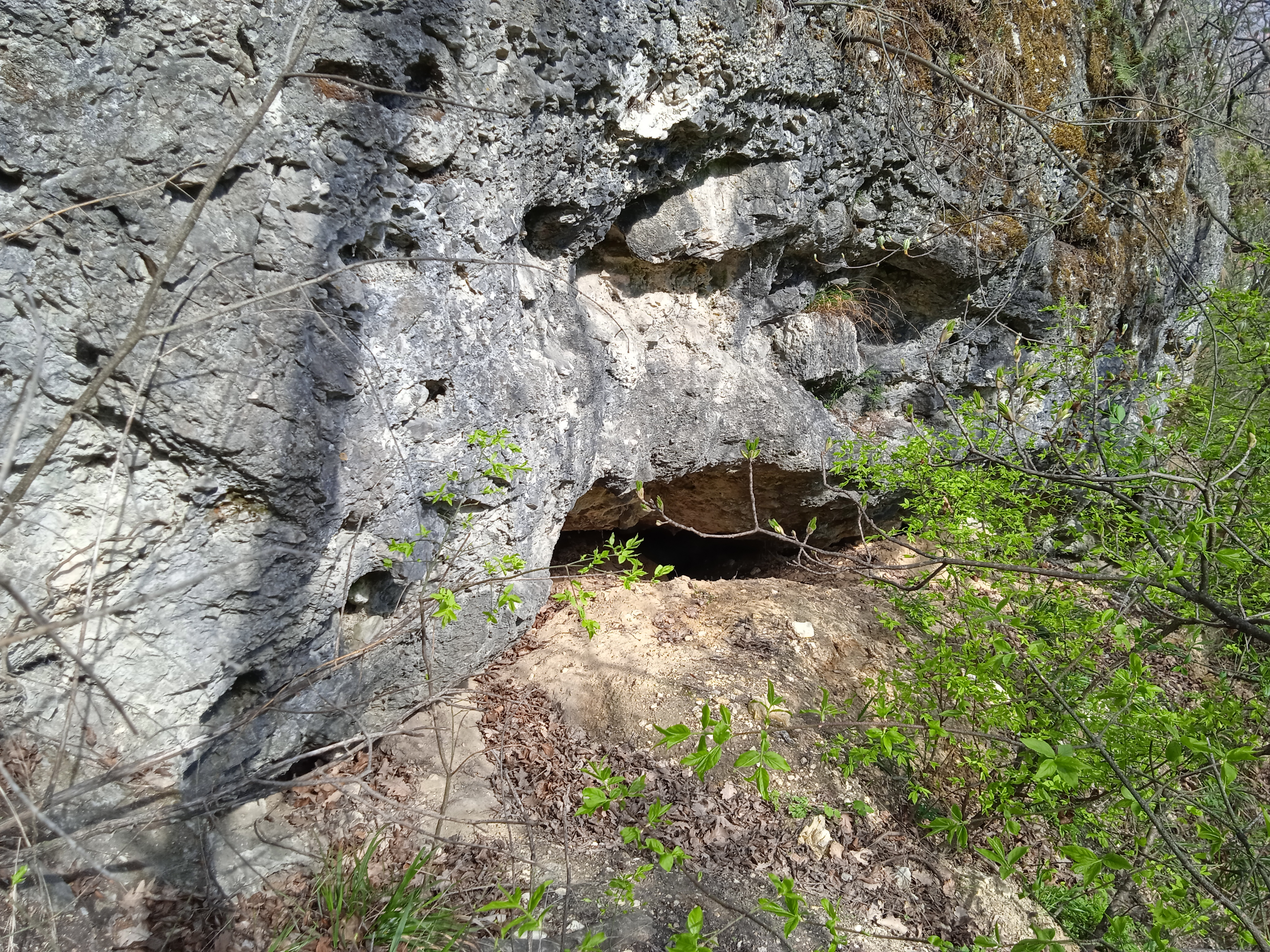
A Kő-lik-völgyi 2. sz. üreg bejárata

A barlang 2003. május 2-án, BTI kataszteri felvétel alapján készült nyilvántartólapja szerint a 4521-32 barlangkataszteri számú Kő-lik-völgyi 2. sz. üreg a Vértes hegységben lévő Csákváron (Fejér megye) található. Az üreg bejáratának koordinátái (Trimble Geoexplorer 3): X: 604453, Y: 228172, Z: 227. Hegyoldalon lévő sziklakibúvásban, erdőben van a barlang 5 m széles, 0,9 m magas, természetes jellegű, íves alakú és lejtő tengelyirányú bejárata. A részletesen felmért barlang 2 m hosszú, 0,8 m függőleges kiterjedésű, 0,8 m magas, 0 m mély és 5 m vízszintes kiterjedésű. Triász dolomitban, konglomerátumban húzódik az üreg. A barlang kialakulását előkészítette a tektonika. Az üreg kifagyásos kőzetaprózódás miatt jött létre. A sziklaeresz térformájú barlang aljzata lejt, és jellemző szelvénytípusa a lapító.
Szervetlen, helyben keletkezett törmelékkitöltése kőzettörmelékből áll. Avar, pók és rovar fordul elő benne. Tematikus feldolgozás: irodalom, térkép, fénykép, leírás. 1979-ben lett először említve a barlang az irodalomban (Alba Regia Barlangkutató Csoport kataszteri felvétel). Ekkor a csoport elkészítette a barlang térképét és részletes leírását. A gyakorlatilag érintetlen barlang gyakorlatilag érintetlen aljzatú. A könnyű sétával megközelíthető, könnyen járható barlang megtekintéséhez nem szükséges engedély. Illetékes természetvédelmi hatóság: Duna–Ipoly Nemzeti Park Igazgatóság. A barlang felszínének védettsége: Vértesi Tájvédelmi Körzet (19/1976. OTvH határozat). Az 1979-ben készült barlangleíráshoz viszonyítva a barlang állapota nem nagyon változott, de állatok szálláshelyeként Egri Csaba szerint már nem alkalmas. A barlang mostani állapotát a feltöltődésen kívül további veszélyeztető tényező nem fenyegeti. Befoglaló kőzete a Kő-lik-völgyi 1. sz. üregéhez és a Kő-lik-völgyi 3. sz. üregéhez hasonlóan triász dolomitkonglomerátum.